# The God That Failed
«The God That Failed» (с англ. — «Бог, который потерпел неудачу») — песня американской метал-группы Metallica из их одноимённого пятого альбома. Песня никогда не была выпущена как сингл, но была первой из песен альбома, которую услышала общественность. Песня является одной из первых, в которой Metallica опустила все струны на полтона.

## Сочинение и запись
Автор музыки и слов Джеймс Хэтфилд описывал эту песню как «очень классную… Медленную, тяжёлую и устрашающую».
Соло-гитарист Кирк Хэмметт вспоминает о соло из этой песни:

У меня все было отработано, но оно не подходило, потому что вокал был слишком блюзовый для песни, которая характеризуется очень тяжелыми риффами и аккордами.Оригинальный текст (англ.)I had this whole thing worked out, but it didn't fit because the lead was too bluesy for the song, which is characterized by real heavy riffing and chording.
— 
По словам Хэмметта, в написании соло для этой песни ему помог продюсер Боб Рок. Вместе они разработали мелодию, а Хэмметт добавил к ней свою гармонию. Продюсер предположил, что это поспособствует тому, что песня будет звучать слишком «красиво», и вместо этого порекомендовал играть мелодию на октаву выше. Финальное гитарное соло было составлено из более 10 дублей, записанных на студии. Хэмметт называет это соло одним из своих любимых.
В начале и в конце песни можно слышать щёлкающие звуки под аккомпанемент гитар - это Джеймс перезаряжает своё ружьё, как показано в документальном фильме о создании чёрного альбома “A Year And 1/2 In The Year Of Metallica”.

## Значение
Главная тема песни — вера и человеческая опора на неё, а также неуверенная вера в Бога, который не может исцелить. Лирика песни была вдохновлена переживаниями Хетфилда во время того, как его мать умирала от рака. Она верила, что бог её вылечит и поэтому отказывалась от лечения. Хетфилд считает, что если бы она не следовала своим убеждениям в христианской науке, она могла бы выжить.
Доцент религии Бейлорского университета Пол Мартенс отмечает, что эта песня вызывала восхищение у некоторых антирелигиозных групп, таких как сайты «Alabama Atheist» и «The Secular Web». Мартенс отмечает, однако, что Хетфилд не радуется «Божьему провалу» в песне, а вместо этого обвиняет Бога в смерти и вере своей матери, а также за то, что он внёс свой вклад в бессмысленность жизни.

## Кавер-версии
- В 2010 Finntroll выпустили кавер-версию этой песни, который вошёл в ограниченное издание их альбома Nifelvind[11].
- В 2012 Black Spiders исполнили кавер на эту песню в альбоме Kerrang! Presents Metallica The Black Album Covered[12].

## Участники записи
- Джеймс Хэтфилд — вокал, ритм-гитара
- Кирк Хэмметт — соло-гитара
- Джейсон Ньюстед — бас-гитара, бэк-вокал
- Ларс Ульрих — барабаны,  перкуссия

## Исполнение на концертах
Впервые песню исполнили вживую во время тура «Shit Hits the Sheds» (30 мая 1994 года). С 1994 по 2006 исполнялась в E-строе, а с 2010 в D. Также песня часто исполнялась во время тура «2012 European Black Album Tour» как часть Чёрного Альбома.